# Carta testemunhável
No direito brasileiro, a carta testemunhável é um dos recursos previstos no processo penal. É um remédio ou instrumento para conhecimento de outro recurso.

## Aplicação
Ela é cabível contra decisão que denegar um recurso ou, embora admitindo-o, o juiz de alguma forma venha a obstar sua expedição e seguimento para o juízo ad quem (tribunal que deveria julgar o recurso).

## Prazo
A carta deve ser requerida ao escrivão nas 48 horas seguintes ao despacho que denegar o recurso. Quando não existir o horário da intimação, devemos contar o prazo como 2 dias.
O endereçamento é para o Escrivão.

## Natureza jurídica
Trata-se de recurso residual, ou seja, se já existe um recurso cabível, não pode ser utilizada a carta testemunhável.

## Fonte
Artigo 639 e seguintes do Código de Processo Penal brasileiro